# ラミーカミキリ
ラミーカミキリ（Ramie髪切、学名：Paraglenea fortunei）は、コウチュウ目（鞘翅目）・カミキリムシ科に分類される甲虫の1種。初夏にカラムシなどに集まる小型のカミキリムシで、日本では東海地方の各地で見られる。名前は本種の食草のひとつであるラミー（Boehmeria nivea var. candicans Wedd.：カラムシの変種の一つ）から。

## 形態
成虫の体長は10-20mmほど。小型のカミキリムシだが、体は鮮やかな黒と緑白色に色分けされる。ただし緑白色部分は個体や標本の状態などによって青白色や黄白色にも見える。背中側から見ると前胸の背中側は緑白色で2つの円い黒点があり、ジャイアントパンダの顔のように見える。前翅は黒いが後半部にこれも緑白色の太い横帯模様がある。前翅のつけ根にも小さな白い斑点が出るが、この斑点の大きさには個体差があり、ほとんど目立たない個体もいる。触角は体長とほぼ同じ長さである。

## 生態

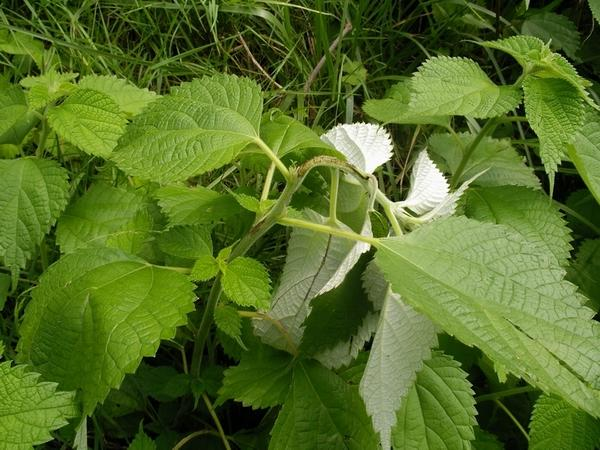
ラミーカミキリ成虫の食痕。カラムシの若い茎が表皮を齧られてしおれている。葉裏の葉脈も齧られている。

成虫は5月-8月頃に発生し、イラクサ科のカラムシ、ヤブマオ、アオイ科のムクゲなどを食草とする。昼間に活動し、食草の茎や葉をかじって食べたり、周囲を飛び回ったりする。ゴマダラカミキリなどに比べると身軽で、捕えようとすると擬死して地表に落下するか素早く飛翔して逃げようとする。

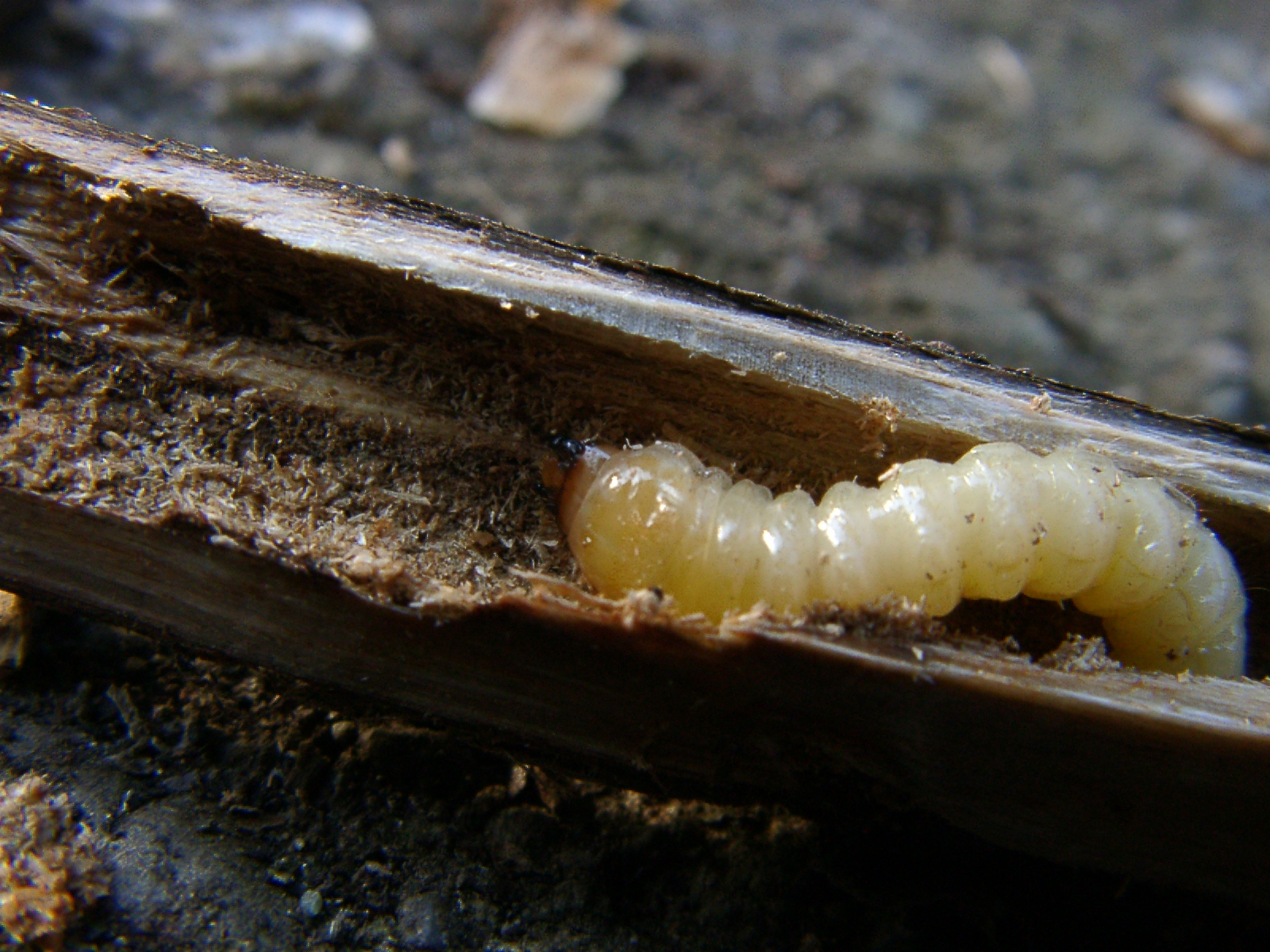
カラムシの茎の中で越冬中のラミーカミキリ幼虫。

幼虫は食草の茎の中に食いこみ、茎の髄を食べて成長する。成長した幼虫は地下茎にまで食いこむ。秋から冬にかけて食草の根もとを切ると、30-40mmほどの白くて細長い幼虫が出てくることがある。

## 分布
インドシナ半島北部から中国、台湾、日本まで分布する。ただし後述するように、日本のものは幕末から明治にかけて侵入した外来種とみられている。日本国内での分布は関東地方以西で、九州では公園や道端等のカラムシ葉上に普通に姿が見られ、また、20世紀末に東京都の多摩地区でも生息が確認された。21世紀初頭現在、東京都八王子市の低山地ではほぼ全域で完全に定着し、同地で最も普通にみられるカミキリムシの一つとなっている。
これは冬季の平均気温4℃の線以南の地域とほぼ一致するとされ、温暖化にともないその分布域が北上傾向にあるとも言われる。
日本で最初の記録は、英国人昆虫学者 H. W. ベイツによる1873年のもので、これは1864年から1872年にかけて茶葉貿易の仕事で滞日していた英国人昆虫研究者 G. ルイス（George Lewis）が長崎で採集したもので、繊維を採るために導入されたラミーと共に移入されたものだと考えられている。